# 馬氏鈍鰕虎魚
馬氏鈍鰕虎魚（学名：Amblygobius magnusi）為輻鰭魚綱鰕虎鱼目鰕虎鱼科鈍鰕虎鱼属的其中一種。

## 扩展阅读
維基物種上的相關：馬氏鈍鰕虎魚
- WoRMS数据：http://www.marinespecies.org/aphia.php?p=taxdetails&id=278654 （页面存档备份，存于）